# Yoğurtçular, Şırnak
Yoğurtçular là một xã thuộc thành phố Şırnak, tỉnh Şırnak, Thổ Nhĩ Kỳ. Dân số thời điểm năm 2011 là 473 người.